# Stylist
Stylist är en yrkestitel för personer som arbetar med kläder, smink, hår och liknande. Man har som stylist mycket kunskaper om färg, form och mönster, och hur dessa samspelar i förhållande till olika kroppsformer, ansiktsdrag och hudfärger. Vanliga sammanhang där stylister används är för modereportage, reklamkampanjer, musikvideor, konserter och andra sammanhang där personer blir synliga för stora grupper människor. Yrket skiljer sig från en kostymör på så sätt att de sistnämnda arbetar med fiktiva karaktärer i film och TV-serier.
Ofta har stylisten en samordnande roll i en grupp av andra människor som arbetar med en persons utseende, exempelvis make up-artister, frisörer, samt olika representanter för mode- och smyckesföretag.
Arbetet varierar kraftigt beroende på typen av uppdrag. Många stylister inom modejournalistik och kändisstyling får kollektionsprover från modehus och kommersiella klädkedjor omkring 4-6 månader innan ordinarie säljstart. Dessa används sedan på kända personer eller modeller. Vissa seniora stylister samarbetar med kända modehus för att få specialsydda plagg åt sina klienter. Andra uppdrag som kan förekomma är att inhandla kläder och accessoarer åt sina uppdragsgivare, eller att omorganisera deras garderober.
Många stylister arbetar på frilans-bas och är därför egenföretagare. För att få uppdrag kan en del vara anslutna till en agentur. Vissa är anställda på modetidningar, modellagenturer, skivbolag eller inom TV.
Man hittar stylist-utbildningar inom Hantverksprogrammet på gymnasieskolan, kvalificerad yrkesutbildning, samt hos en del privata utbildare. Eftersom yrket innebär en roll där generella kunskaper om utseende och stil är önskvärd har många stylister andra bakgrunder. Vanligt är även att personer utbildade till frisör, modejournalist eller liknande arbetar som stylister.
- Carson Kressley
- Rachel Zoe